# Mihkel Veske
Mihkel Veske (Holstre, Észtország, Viljandi megye 1843. január 28. – Kazany, 1890. május 16.) észt költő, nyelvész, finnugrista.

## Élete és munkássága
Észt paraszti családban született. A helyi falusi iskolában tanult és falusi tanítónak készült. Később misszionáriusnak akart menni Kelet-Indiába, ezért 1866-ban belépett a lipcsei misszionáriusokhoz. Végül az észt nemzeti mozgalom és a nyelvészet mellett kötelezte el magát és a következő évben a lipcsei egyetem hallgatója lett. Elsősorban indoeurópai nyelvészeti tanulmányokat folytatott, hogy ismereteit később a finnségi nyelvek kutatásánál használja fel. Doktori disszertációjában a finnségi nyelvekkel foglalkozott (Untersuchungen zur vergleichenden Grammatik des finnischen Sprachstammes, 1872). Tanulmányait anyagilag Jelena Pavlovna nagyhercegné támogatta (a lipcsei orosz konzul ajánlásával). 1873-ban a nagyhercegné meghalt, ezért Veske kénytelen volt visszatérni hazájába.
1874-ben kinevezték az észt nyelv rektorának a derpti egyetemen (más forrás szerint gimnáziumi tanár volt). Hivatali elfoglaltsága mellett nyaranta járta az országot, nyelvi és néprajzi anyagot, dalokat gyűjtött, tanulmányozta a nyelvjárásokat. 1880-ban Finnországban volt tanulmányúton. Tudományos munkái mellett az észt nemzeti megújhodás híveként közéleti tevékenységet is folytatott; munkatársa volt Carl Robert Jakobson 1878-ban alapított Sakala című folyóiratának.
Az egyetem javaslatára a kormány kétéves tanulmányútra küldte: 1885-ben előbb Magyarországra jött, hogy a magyar nyelvet tanulja, majd a Volga vidékére utazott a keleti finnugor nyelvek tanulmányozására. 1887-ben kinevezték a kazanyi egyetemre a finnugor nyelvek tanárának, ahonnan már jóval korábban felkérést kapott egy cseremisz expedícióban való részvételre. 1889-ben tanulmányutat tett a mordvinoknál is; mindkét nép körében népdalokat is gyűjtött. Két kutatóútjának eredményeként jelent meg a mari (cseremisz) nyelvjárásokkal foglalkozó könyve (Kazany, 1889), valamint kétszáz mari és mordvin népdalt tartalmazó gyűjteménye.
Kazanyban kezdte írni a szláv–finn kulturális (nyelvi?) kapcsolatokkal foglalkozó nagy munkáját, melynek első kötete megjelent (Kazany, 1890), de a másodikat már nem tudta befejezni, mert váratlanul meghalt.
Szerkesztette az Ota Maa (jelentése 'hazám' vagy 'hazai föld') című észt nyelvű tudományos és szépirodalmi folyóiratot (megjelent 1884-től). Az észt nyelvvel és mitológiával foglalkozó cikkei a tudományos és irodalmi társaságok kiadványaiban jelentek meg.
Költőként elsősorban az egyszerű formákat kedvelte, sokat tanult a népköltészettől. Eredetiből ő fordított először Petőfi-verseket észt nyelvre.

## Verseskötetei
- Viisidega laulud (1874)
- Dr. Veske laulud (1899)
- Mihkel Veske laulud (1931)